# Диоцез Галия
Галия (на латински: Dioecesis Galliarum) е адмистративно-териториален диоцез на късната римската Империя, принадлежащи към едноименната преторианска префектура. Включва териториите на север и на изток от река Лоара и на запад от река Рейн. Населяващите я гало-римляните се превръщат в специфична етно-културна група на Западна Европа, ковто просъществува целокупно между Галските войни и появата на франките.
Административно е разделена на съставните провинции:
- Пенински Алпи
- Галия Белгика, подразделена на:
  - Belgica I
  - Belgica II
- Горна Германия
- Долна Германия
- Лугдунска Галия, подразделена на:
  - Lugdunensis I
  - Lugdunensis II
  - Lugdunensis III
  - Lugdunensis IV
- Секвански Предели

## История
Административният диоцез е сформиран след реформите на Диоклециан и Константин I около 314. По това време Римска Галия е имперска провинция на римската метрополията вече близо четири века след Галската война на Юлий Цезар. След широкомащабното депопулиране поради военните действия Римска Галия се е превърнала в стриктно администрирана римска територия, в която се прилагат римските закони, а местни римски граждани достигат високи постове. Сред родените в Лугдунум римляни са бъдещите императори Клавдий I и Каракала, като псевдонимът на втория е типично гало-римски. Галският език и друидската култура са маргинализирани и отстъпват място на латинския и изграждат основата за галороманските езици. Провинциите Галия Аквитания, Галия Лугдунензис и Галия Белгика просперират и естественият прираст на новите галоримски поданици заедно с политическите явления предизвикват нова териториална подялба и административна йерархия. Галия след римското завоевание e е граничен район и се превръща в богата цивилизация със специфичен бит, семеен живот, образование, занаяти, здравеопазване и култура.
Мирът е смутен в началото на V век. През 406 г. Рейнският лимес и провинциите на Галия са опустошени от вандалските племена силинги и хасдинги), както и от алани и свеви, принудени да нахлуят в Империята от миграцията на хуните в унгарската равнина. Като закъснели реакции на централното управление се разглеждат преместването на британски легиони в Галия. в крайна сметка те се оттеглят и от Галия за да се установят в Испания през 409. По този начин Константин III изоставя префектура Галия и опитвайки се да предотврати по-нататъшното нахлуване подписва мирен договор с франките, алеманите и бургундите. Централният контрол над северна римска Галия се колебае и през 409 територията на днешен Бретан е отстъпена под натиска на сепаратистки настроени багауди, а бургундите се настаняват като господари в част от земите на днешна Германия около 411.
Още като римски военачалник бъдещият император Констанций III прави опити за възстановяване на римската власт в Галия, а префектът Екзуперанций побеждава бретонските багауди в Арморика през 417. Изглежда, обаче, че римската власт северно от Лоара се превръща в почти номинална, което се потвърждава от комедията Querolus от V век, в която главният герой казва, че ако иска да живее в място, където римските закони не действат, трябва да вървим на север от Лоара. През 432 Рим сключва съюз с хуните, според който им отстъпва по-голяма част от Панония в замяна на военна помощ в Галия. Флавий Еций напада с хунска подкрепа бургундите, побеждава ги и ги настанявакато федерати в околностите на Женевското езеро. След това той възстановява контрола в сепаратистки Бретан, където те отново с помощта на хуните. За да предотврати по-нататъшни размирици с багаудите Еций разпределя в региона наемници-алани.
Областта е завладяна от Атила през 452 и това статукво се запазва до битката на каталаунските поля. В края на 450 г. на областта е назначен за военен комендант Егидий, който през 461 отказва да признае новия император Либий Север и създаване полунезависимото Кралство Соасон. То остава като единствената доминирана от римската държавност територия след края на Западната римска Империя през 476. Едва през 486 римският пълководец Сиагрий е победен от франките в битка при Соасон, което слага край на римската администрация в областта и в цяла Галия.